# Abanga-Bigné
Abanga-Bigné es un departamento de la provincia de Moyen-Ogooué en Gabón. En octubre de 2013 presentaba una población censada de 14 941 habitantes. Su chef-lieu es Ndjolé.
Se encuentra ubicado en el centro-oeste del país, cerca del curso bajo del río Ogooué y al sureste de la capital nacional, Libreville. Recibe su nombre del río Abanga, que desemboca en el Ogooué unos 30 km río abajo de Ndjolé.

## Subdivisiones
Contiene cinco subdivisiones de tercer nivel (población en 2013):
- Comuna de Ndjolé (6877 habitantes)
- Cantón de Samkita (379 habitantes)
- Cantón de Bifoun-Wéliga (1417 habitantes)
- Cantón de Ebel-Abanga (921 habitantes)
- Cantón de Ebel-Alembé (5347 habitantes)